# Brian Watyoka
Brian Watyoka  es un escultor de Zimbabue, nacido el año 1973 en Harare.

## Datos biográficos
Nacido en Harare, Watyoka comenzó ayudando a su tío lijando, puliendo, y haciendo los acabados de las esculturas en piedra esteatita; además también ayudó a otro tío en el tallado de esculturas de  madera. En 1993 se unió a una cooperativa de trabajo como tallador de madera; Boira Mteki pasaría por el taller de la asociación, admirando su trabajo, y un día le invitó a convertirse en su asistente de estudio. Watyoka se quedó con el hombre mayor durante dos años, trabajando en el Parque de Esculturas de Chapungu. Allí aprendió a tallar piedras duras, tales como serpentinita y dolomita.  Pasó un año más trabajando con Joseph Muzondo antes de convertirse en un escultor por propio derecho y firmar un contrato por dos años con Chapungu.
La obra de Watyoka está presente en colecciones privadas de todo el mundo. 